# Maximillian Giuliani
Maximillian Giuliani (Traralgon, 3 luglio 2003) è un nuotatore australiano, vincitore del bronzo ai Giochi olimpici di Parigi 2024 nella staffetta 4x200 m stile libero.

## Biografia
Ha rappresentato l'Australia ai Giochi olimpici estivi di Parigi 2024 dove si è piazzato 7º in finale nei 200 m stile libero. Nella staffetta 4x200 m stile libero ha vinto la medaglia di bronzo nella con Flynn Southam, Elijah Winnington, Thomas Neill, Zac Incerti e Kai Taylor.
Ai mondiali in vasca corta di Budapest 2024 ha vinto l'argento nei 200 m stile libero e nella staffetta 4x200 m stile libero, realizzando in entrambi i casi i primati oceaniani, grazie ai tempo di 1'40"36 e 6'45"54. Nelle staffette 4x100m sl e 4x200 m misti, si è classificato rispettivamente 8º e 6º.
Nel 2025 prende parte ai mondiali di Singapore, dove vince una medaglia d'oro nella staffetta 4x100 m stile libero ed una di bronzo nella 4x200 m stile libero.

## Record nazionali

### Vasca lunga
- 4x100 metri stile libero 3'08"97  ( Singapore, 27 luglio 2025)

### Vasca corta
- 200 metri stile libero 1'40"36  ( Budapest, 15 dicembre 2024)
- 4x200 metri stile libero 6'45"54  ( Budapest, 13 dicembre 2024)

## Palmarès

### Competizioni internazionali
| Anno | Manifestazione          | Sede      | Evento       | Risultato | Prestazione | Note                  |
| ---- | ----------------------- | --------- | ------------ | --------- | ----------- | --------------------- |
| 2024 | Giochi olimpici         | Parigi    | 200m sl      | 7º        | 1'45"57     |                       |
| 2024 | Giochi olimpici         | Parigi    | 4x200m sl    | Bronzo    | 7'01"98     |                       |
| 2024 | Mondiali in vasca corta | Budapest  | 200m sl      | Argento   | 1'40"36     |                       |
| 2024 | Mondiali in vasca corta | Budapest  | 4x100m sl    | 8º        | 3'05"76     |                       |
| 2024 | Mondiali in vasca corta | Budapest  | 4x200m sl    | Argento   | 6'45"54     |                       |
| 2024 | Mondiali in vasca corta | Budapest  | 4x200m misti | 6º        | 3'22"03     |                       |
| 2025 | Mondiali                | Singapore | 4x100m sl    | Oro       | 3'08"97     | Record dei campionati |
| 2025 | Mondiali                | Singapore | 4x200m sl    | Bronzo    | 7'00"98     |                       |